# 埼玉県道3号さいたま栗橋線

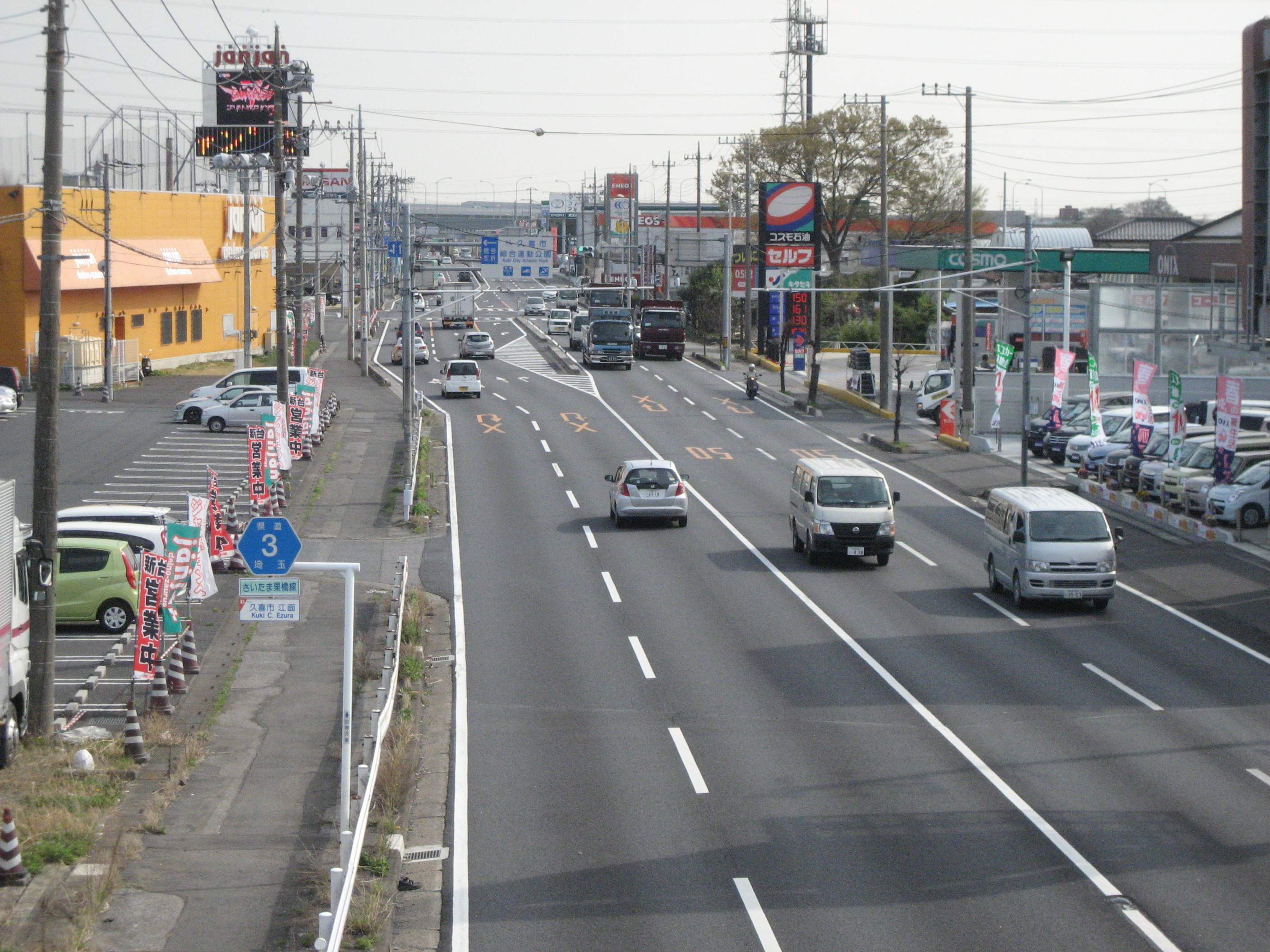
久喜市久喜インターチェンジ付近

埼玉県道3号さいたま栗橋線（さいたまけんどう3ごう さいたまくりはしせん）は、埼玉県さいたま市北区から久喜市までを結ぶ県道（主要地方道）である。

## 概要
1967年（昭和42年）9月に開通した。埼玉県道では最初に、全線を4車線で整備した道路である。
さいたま市北区（旧大宮市）の国道16号から国道122号を経て、久喜市（旧栗橋町）の国道4号を、ほぼ直線に短絡する路線である。全区間に渡って東北本線（宇都宮線）と並走する。また、久喜市内で東北自動車道久喜インターチェンジに接続している。
通称として、旧路線名（2001年（平成13年）5月1日のさいたま市発足より前の正式名称）である「大宮栗橋線」の略称「大栗線」・「宮栗線」、終点が旧栗橋町であることから「栗橋線」、現在の正式名称の略称である「さい栗線」などと呼ばれる。
1994年以前は県道36号だった。

### 状況
さいたま市市街地および市内を経由する国道16号、国道17号新大宮バイパス、第二産業道路といった広域幹線道路と、茨城県古河市以北の国道4号沿線を結ぶ全区間4車線の幹線道路であり、地域の基幹道路としても利用される。
伊奈町、蓮田市、白岡市、久喜市は、当路線の周辺を区画整理して、市街地化を推進しており、これらの沿道では、ホームセンターや飲食店といったロードサイド店舗が多く立地している。また倉庫や運送会社の集配拠点施設、ホームセンターの配送センターといった施設も数多い。
上尾市の原市団地内は、騒音に対する住民の強い抗議により、1972年（昭和47年）2月25日より速度規制を実施。現在の制限速度は40kmとなっている。原市団地以北から国道122号との交差点までは制限速度50km。国道122号以北は法定速度となっている。
立体交差は国道16号重複区間と、国道122号蓮田岩槻バイパスとの関山北交差点のみで、右折車線の不十分な交差点も多く、右折車が原因で交通の流れがしばしば遮断される。また一部区間では歩道と中央分離帯が未整備である。
2018年（平成30年）からは久喜市内と白岡市内において最高速度が50kmから法定速度に引き上げられた他、右折分離化信号への改良が進んだ。

### 路線データ
- 実延長：18.428 km
- 起点：埼玉県さいたま市北区吉野町一丁目（吉野町インターチェンジ＝国道16号・国道17号交点）
- 終点：埼玉県久喜市栗橋東（栗橋交差点＝国道4号交点、国道125号・埼玉県道12号川越栗橋線重複、埼玉県道60号羽生外野栗橋線・埼玉県道84号羽生栗橋線終点）

### 道路施設
- 新今宮橋（元荒川、蓮田市関山 - 同市大字城）

## 地理

### 通過する自治体
- 埼玉県
  - さいたま市（北区） - 上尾市 - 北足立郡伊奈町 - 蓮田市 - 白岡市 - 久喜市

### 交差する道路
交差する道路の特記がないものは市道・町道。
| 交差する道路                                             | 交差する道路                    | 交差点名         | 所在地          | 最高速度 (km/h) |
| -------------------------------------------------------- | ------------------------------- | ---------------- | --------------- | --------------- |
| 国道17号 大宮駅方面 国道16号・国道17号（新大宮バイパス） | 国道17号 熊谷方面               | 吉野町IC（起点） | さいたま市 北区 | 法定速度        |
| 埼玉県道35号川口上尾線                                   | 埼玉県道35号川口上尾線          | 吉野（東）       | さいたま市 北区 | 法定速度        |
| 埼玉県道5号さいたま菖蒲線                                | 埼玉県道5号さいたま菖蒲線       | 原市（中）       | 上尾市          | 50              |
| -（屈折）                                                | 国道16号（東大宮バイパス）      | 原市             | 上尾市          | 40              |
|                                                          |                                 | 原市団地（前）   | 上尾市          | 40              |
| 埼玉県道311号蓮田鴻巣線                                  | 埼玉県道311号蓮田鴻巣線         |                  | 伊奈町          | 50              |
| 埼玉県道150号上尾蓮田線                                  | 埼玉県道150号上尾蓮田線         | 関山一丁目       | 蓮田市          | 50              |
| 国道122号（蓮田岩槻バイパス）                            | 国道122号（蓮田岩槻バイパス）   | 関山（北）       | 蓮田市          | 50              |
|                                                          | （城沼公園通り）                | 城               | 蓮田市          | 法定速度        |
| （今宮けやき通り）                                       | （今宮けやき通り）              | 西新宿1丁目      | 蓮田市          | 法定速度        |
|                                                          | 埼玉県道145号白岡停車場南新宿線 | 西新宿二丁目     | 蓮田市          | 法定速度        |
|                                                          |                                 | 白岡駅入口       | 白岡市          | 法定速度        |
|                                                          |                                 | 白岡西           | 白岡市          | 法定速度        |
| 埼玉県道78号春日部菖蒲線                                 |                                 | 篠津             | 白岡市          | 法定速度        |
| -                                                        | 埼玉県道78号春日部菖蒲線        |                  | 白岡市          | 法定速度        |
| 埼玉県道87号上尾久喜線                                   | 埼玉県道87号上尾久喜線          | 下早見           | 久喜市          | 法定速度        |
| 埼玉県道396号下早見菖蒲線                                | -                               |                  | 久喜市          | 法定速度        |
|                                                          | 埼玉県道162号蓮田白岡久喜線     |                  | 久喜市          | 法定速度        |
|                                                          | （運動公園通り）                | 総合運動公園入口 | 久喜市          | 法定速度        |
| E4東北自動車道                                           | E4東北自動車道                  | 久喜IC           | 久喜市          | 法定速度        |
| 埼玉県道146号六万部久喜停車場線                          | 埼玉県道85号春日部久喜線        | 上早見           | 久喜市          | 法定速度        |
| （六間通り）                                             |                                 |                  | 久喜市          | 法定速度        |
|                                                          | （提燈祭り通り）                | 上町             | 久喜市          | 法定速度        |
| 埼玉県道151号久喜騎西線                                  |                                 | 久喜駅入口（南） | 久喜市          | 法定速度        |
|                                                          | 埼玉県道146号六万部久喜停車場線 | 久喜駅入口       | 久喜市          | 法定速度        |
|                                                          | 埼玉県道153号幸手久喜線         | 久喜北陽高校前   | 久喜市          | 法定速度        |
| 埼玉県道12号川越栗橋線                                   |                                 | 西大輪           | 久喜市          | 法定速度        |
| 埼玉県道152号加須幸手線                                  |                                 | 東大輪           | 久喜市          | 法定速度        |
| -                                                        | 埼玉県道152号加須幸手線バイパス | 八甫             | 久喜市          | 法定速度        |
| 旧国道125号（加須方面）                                  | -                               | 高柳             | 久喜市          | 法定速度        |
| 国道125号（栗橋大利根バイパス・加須方面）                | 埼玉県道316号阿佐間幸手線       | 佐間（西）       | 久喜市          | 法定速度        |
| 国道4号・国道125号 古河方面 埼玉県道60号羽生外野栗橋線   | 国道4号 春日部方面              | 栗橋             | 久喜市          | 法定速度        |

### 重複区間
- 国道16号東大宮バイパス（埼玉県さいたま市北区・吉野町交差点 - 埼玉県上尾市・原市交差点）
- 埼玉県道78号春日部菖蒲線（埼玉県白岡市・篠津交差点 - 《交差点名なし・篠津地内》交差点）
- 埼玉県道146号六万部久喜停車場線（埼玉県久喜市・上早見交差点 - 埼玉県久喜市・久喜駅入口交差点）
- 埼玉県道151号久喜騎西線 （埼玉県久喜市・久喜駅入口交差点 - 久喜駅入口（南）交差点）
- 埼玉県道12号川越栗橋線（埼玉県久喜市・西大輪交差点 - 埼玉県久喜市・栗橋交差点）
- 埼玉県道152号加須幸手線（埼玉県久喜市・東大輪交差点 - 埼玉県久喜市・八甫交差点交差点）
- 国道125号（埼玉県久喜市・佐間西交差点 - 栗橋交差点）

### 交差する鉄道路線、主な河川
- 東北新幹線（さいたま市北区、白岡市、立体交差）
- ニューシャトル（さいたま市北区、吉野原駅）
- 東武伊勢崎線（久喜市、跨線橋）
この跨線橋により青毛堀川、葛西用水も越えている。
- JR東北本線（宇都宮線）（跨線橋）
- 東武日光線（跨線橋）
- 芝川（さいたま市北区、上尾市境）
- 原市沼川（上尾市、北足立郡伊奈町境）
- 綾瀬川（蓮田市）
- 見沼代用水（蓮田市）
- 元荒川（蓮田市）
- 星川（白岡市、2箇所）
- 青毛堀川（久喜市）
- 葛西用水（久喜市）
- 中川（久喜市）

### 主な沿道の施設など
| 施設                             | 所在地 | 所在地 |
| -------------------------------- | ------ | ------ |
| 都市再生機構原市団地             | 上尾市 |        |
| 埼玉県立上尾鷹の台高等学校       | 上尾市 |        |
| 蓮田市消防本部・消防署           | 蓮田市 |        |
| 蓮田市立蓮田中学校               | 蓮田市 |        |
| 白岡市立西小学校                 | 白岡市 |        |
| 白岡工業団地                     | 白岡市 |        |
| 久喜菖蒲工業団地                 | 久喜市 |        |
| 久喜市総合運動公園               | 久喜市 |        |
| 久喜市立久喜南中学校             | 久喜市 |        |
| さいたま地方法務局久喜出張所     | 久喜市 |        |
| 埼玉県久喜警察署                 | 久喜市 |        |
| 埼玉東部消防組合本部・久喜消防署 | 久喜市 |        |
| 埼玉県立久喜北陽高等学校         | 久喜市 |        |
| 久喜市立本町小学校               | 久喜市 |        |
| アリオ鷲宮                       | 久喜市 |        |
| 百観音温泉                       | 久喜市 |        |
| JR東鷲宮駅                       | 久喜市 |        |
| 久喜市鷲宮総合支所               | 久喜市 |        |

## ギャラリー

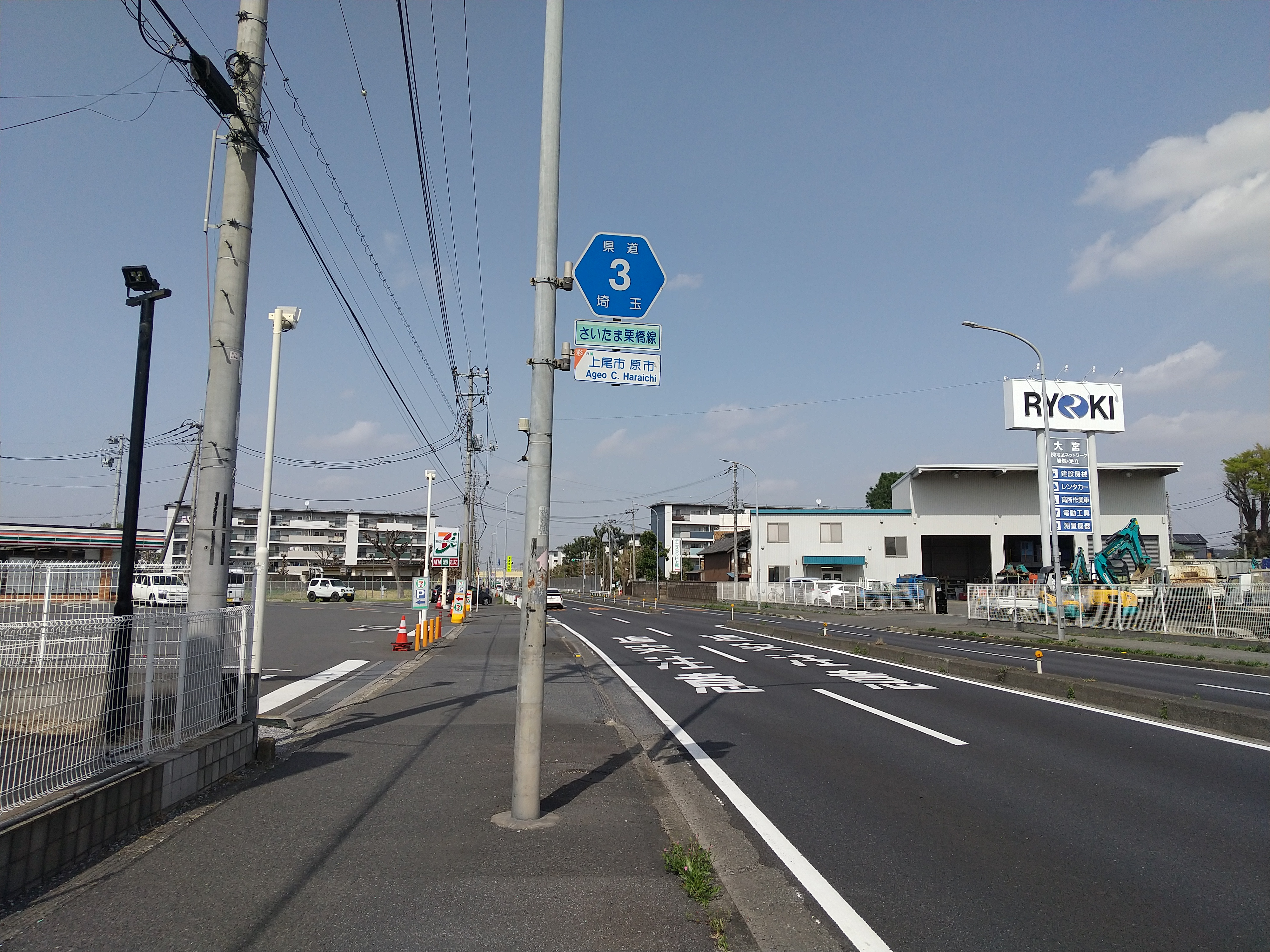
上尾市原市付近
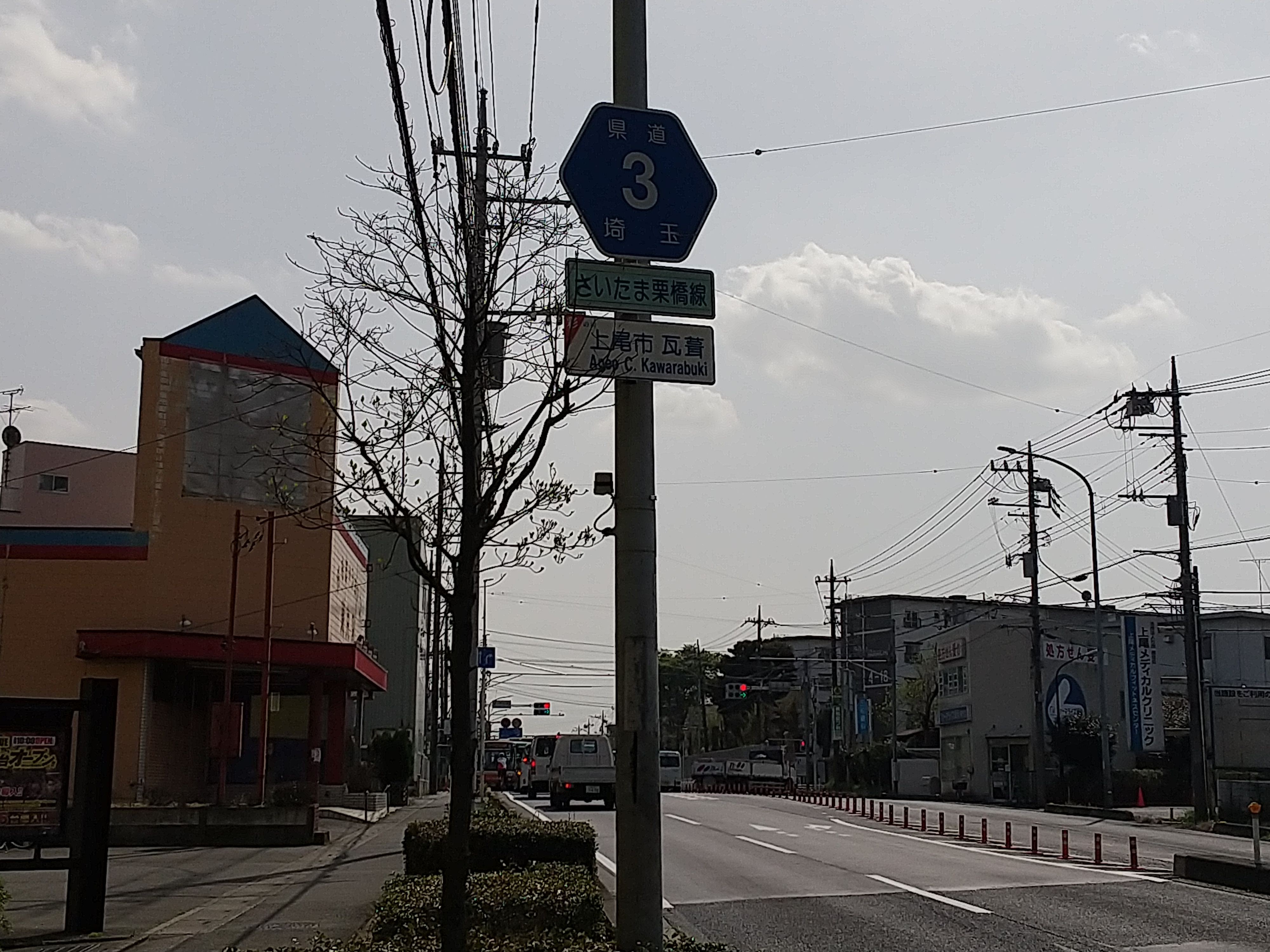
上尾市瓦葺付近
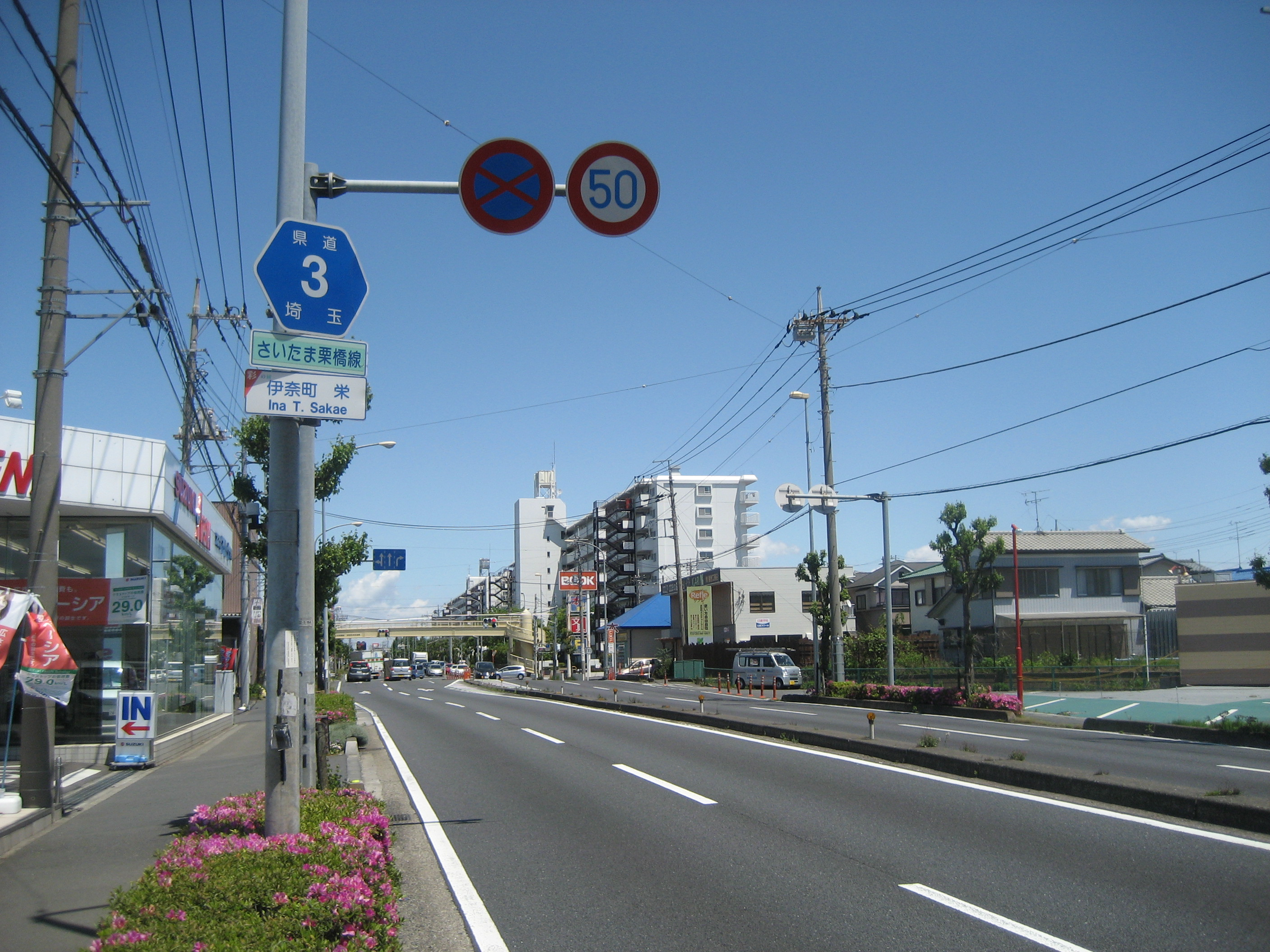
伊奈町栄付近
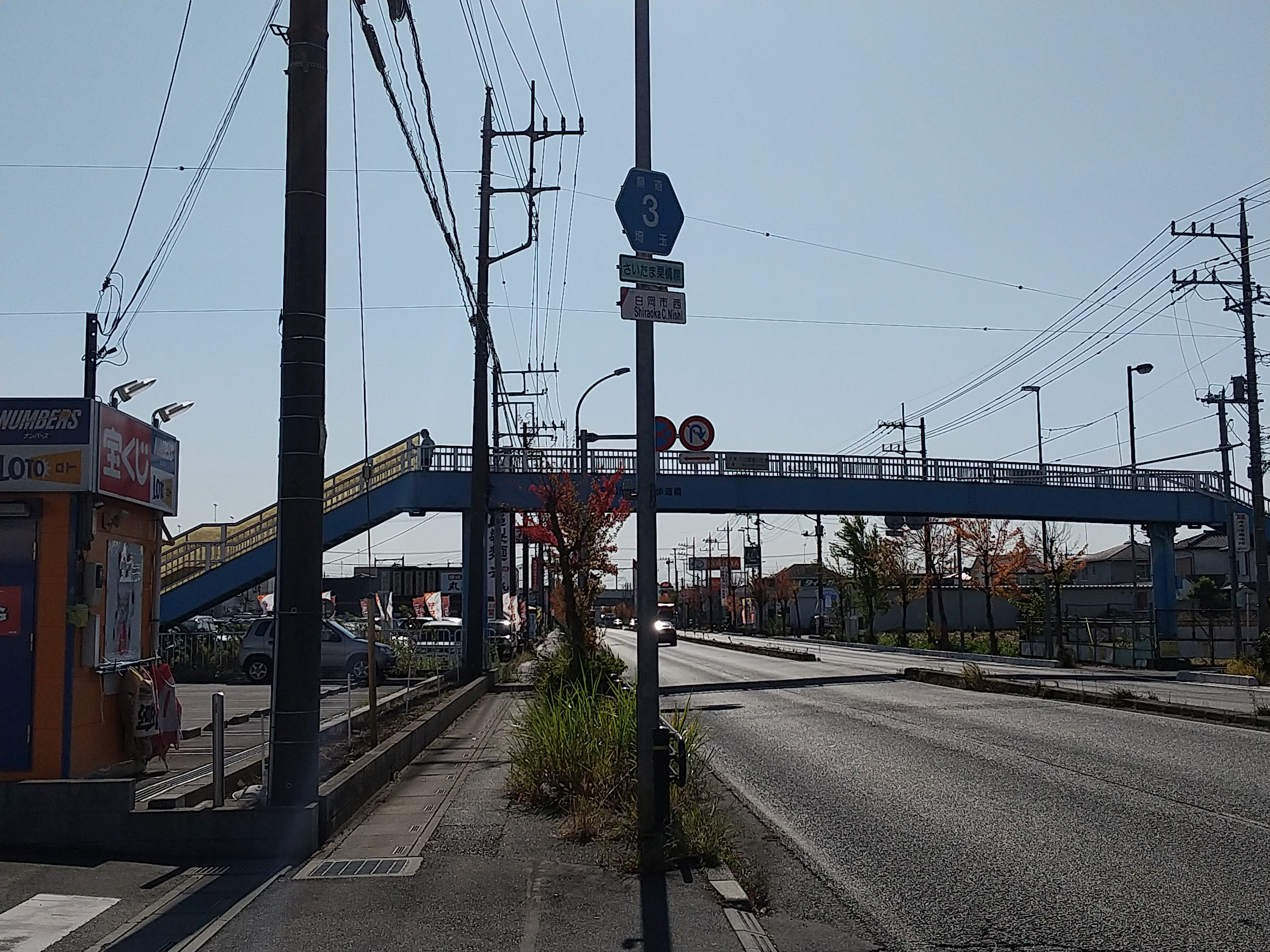
白岡市西付近
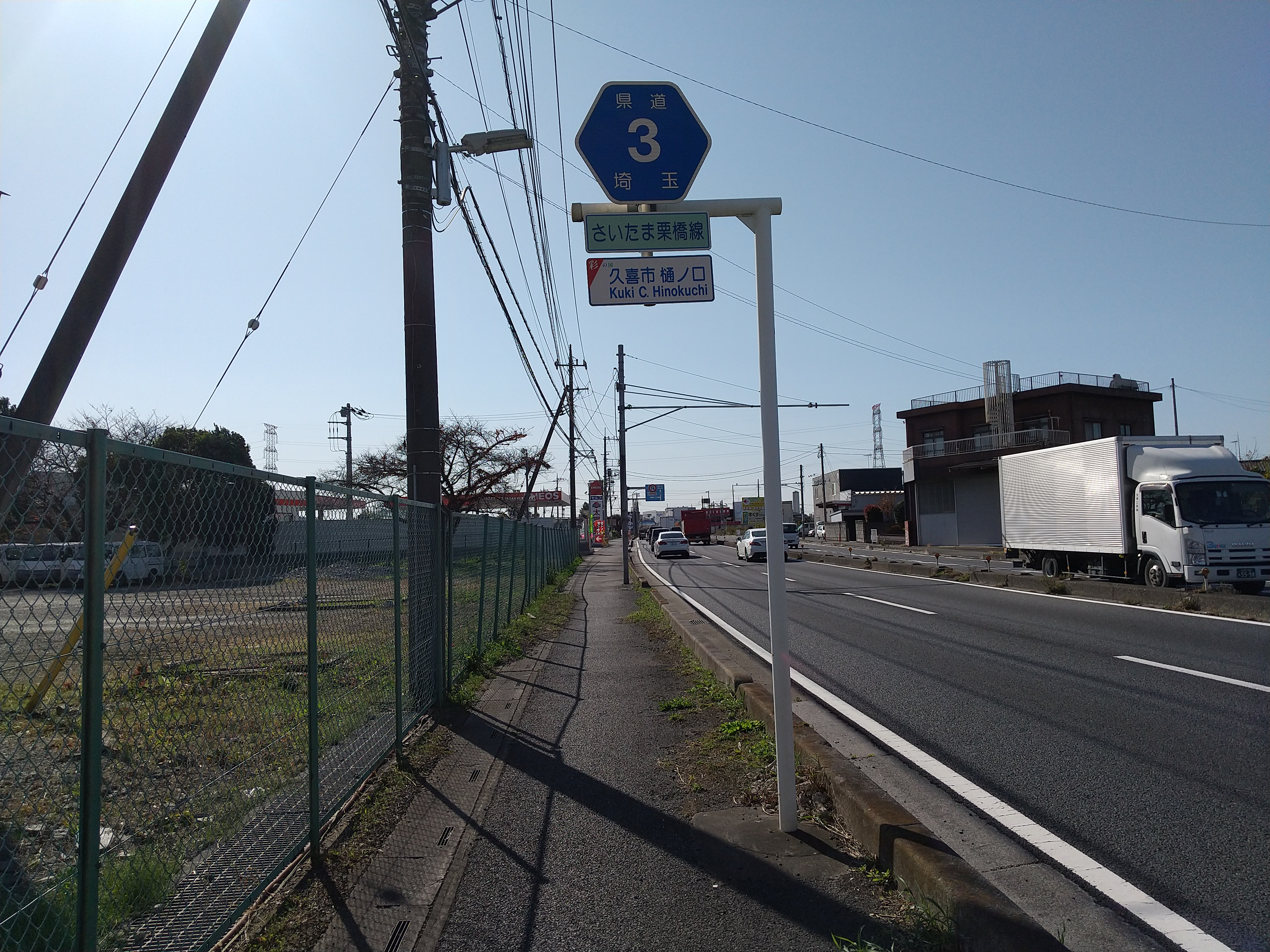
久喜市樋ノ口付近
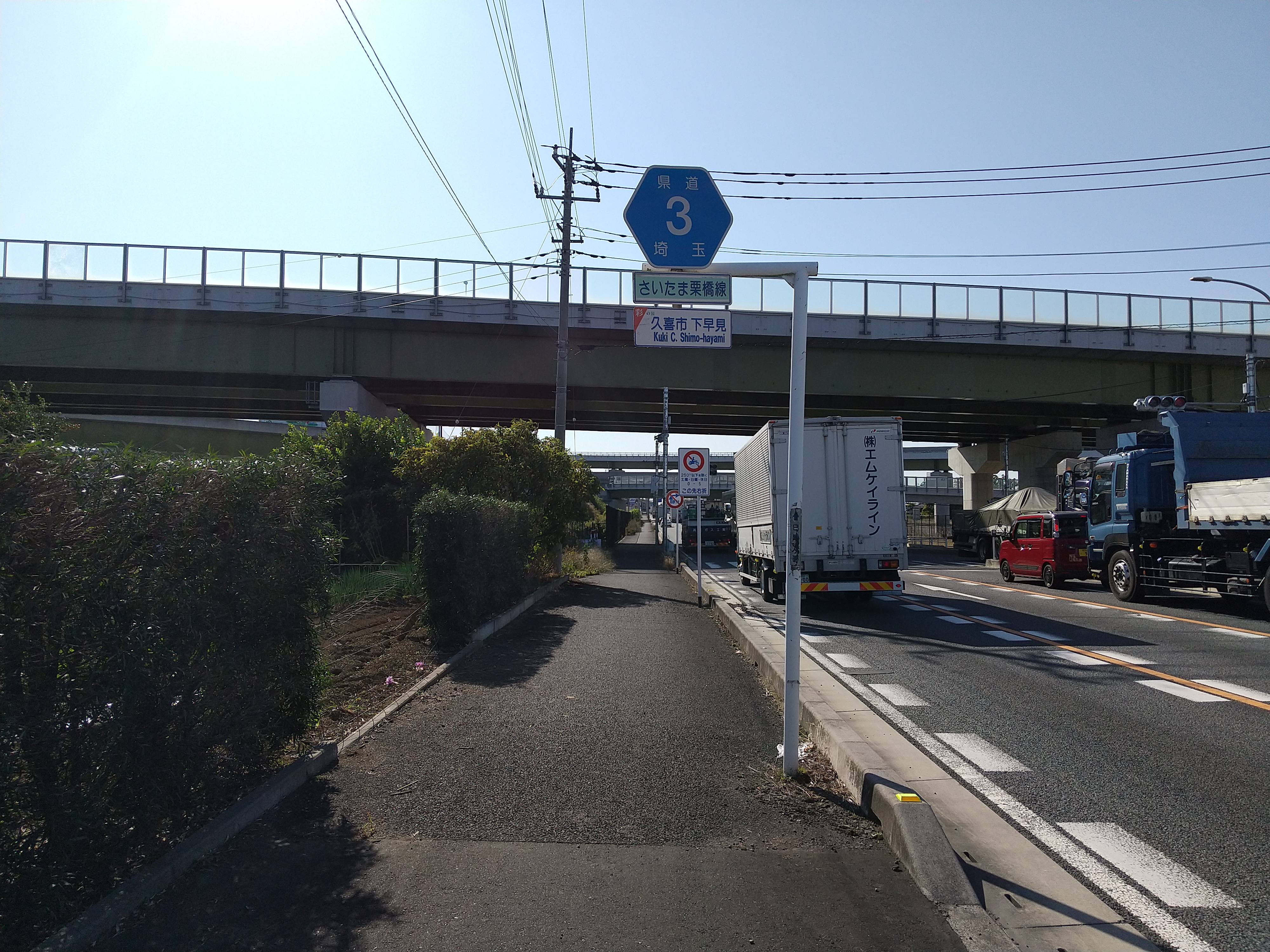
久喜市下早見付近
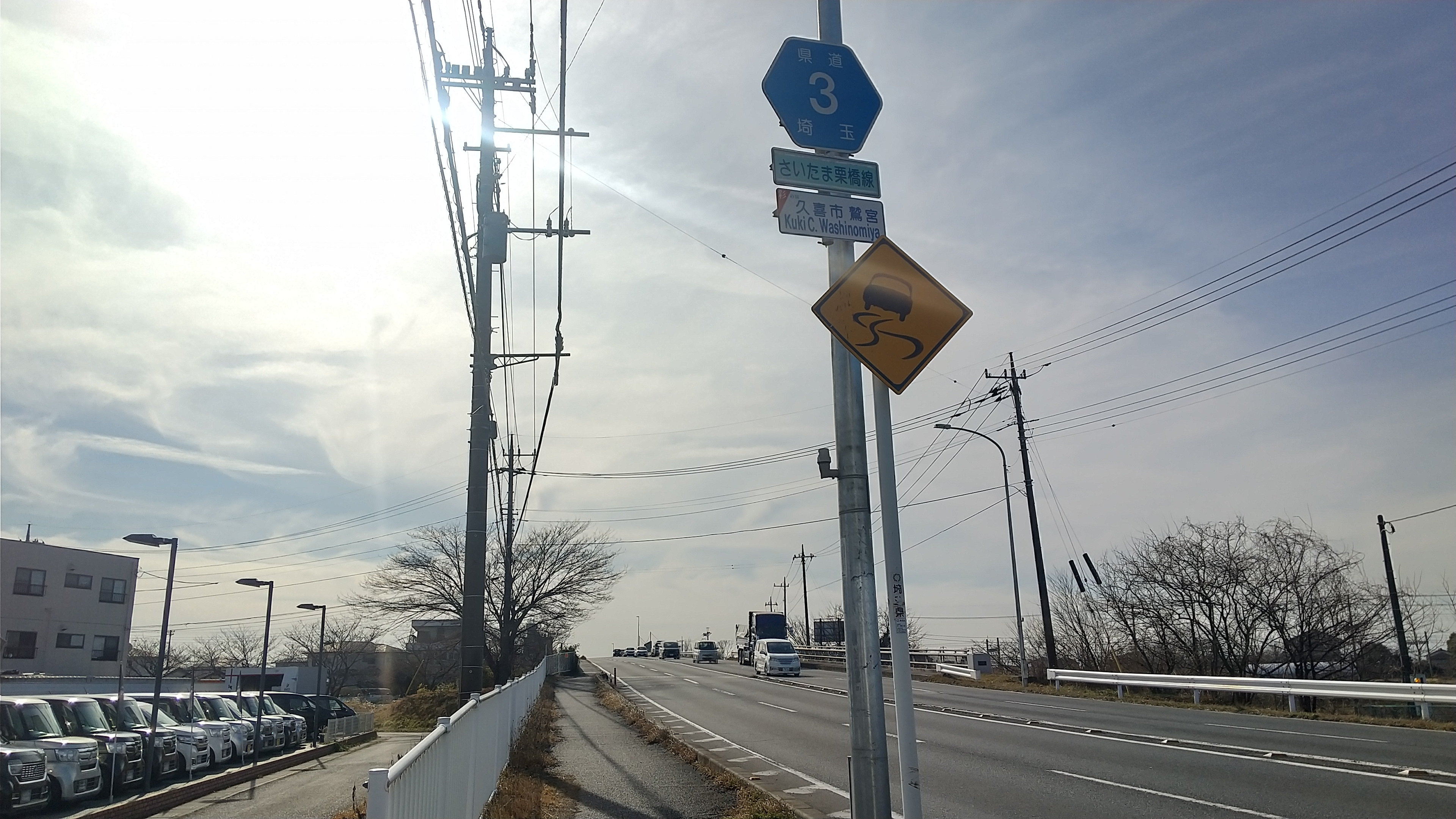
久喜市鷲宮付近
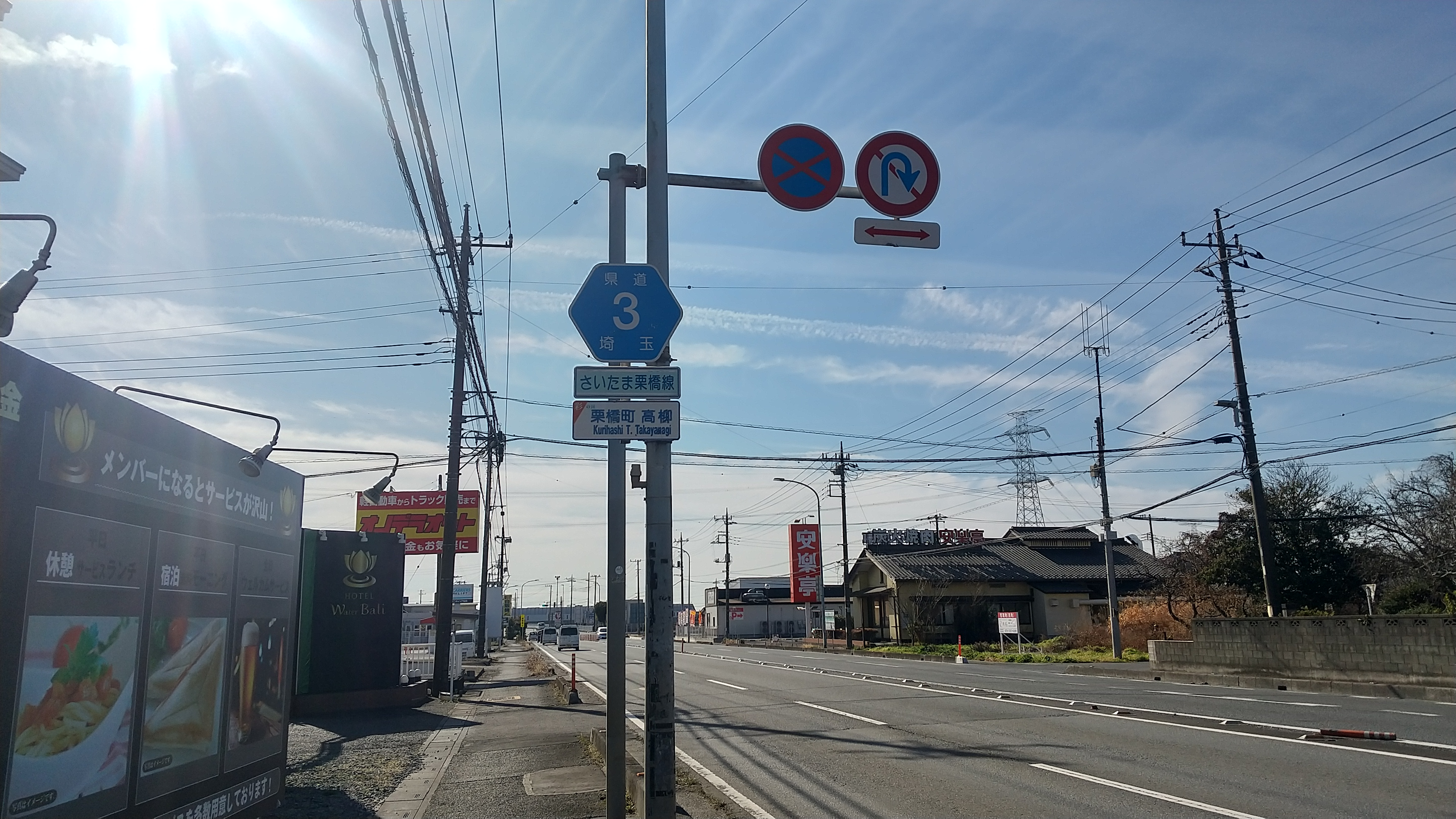
久喜市高柳付近
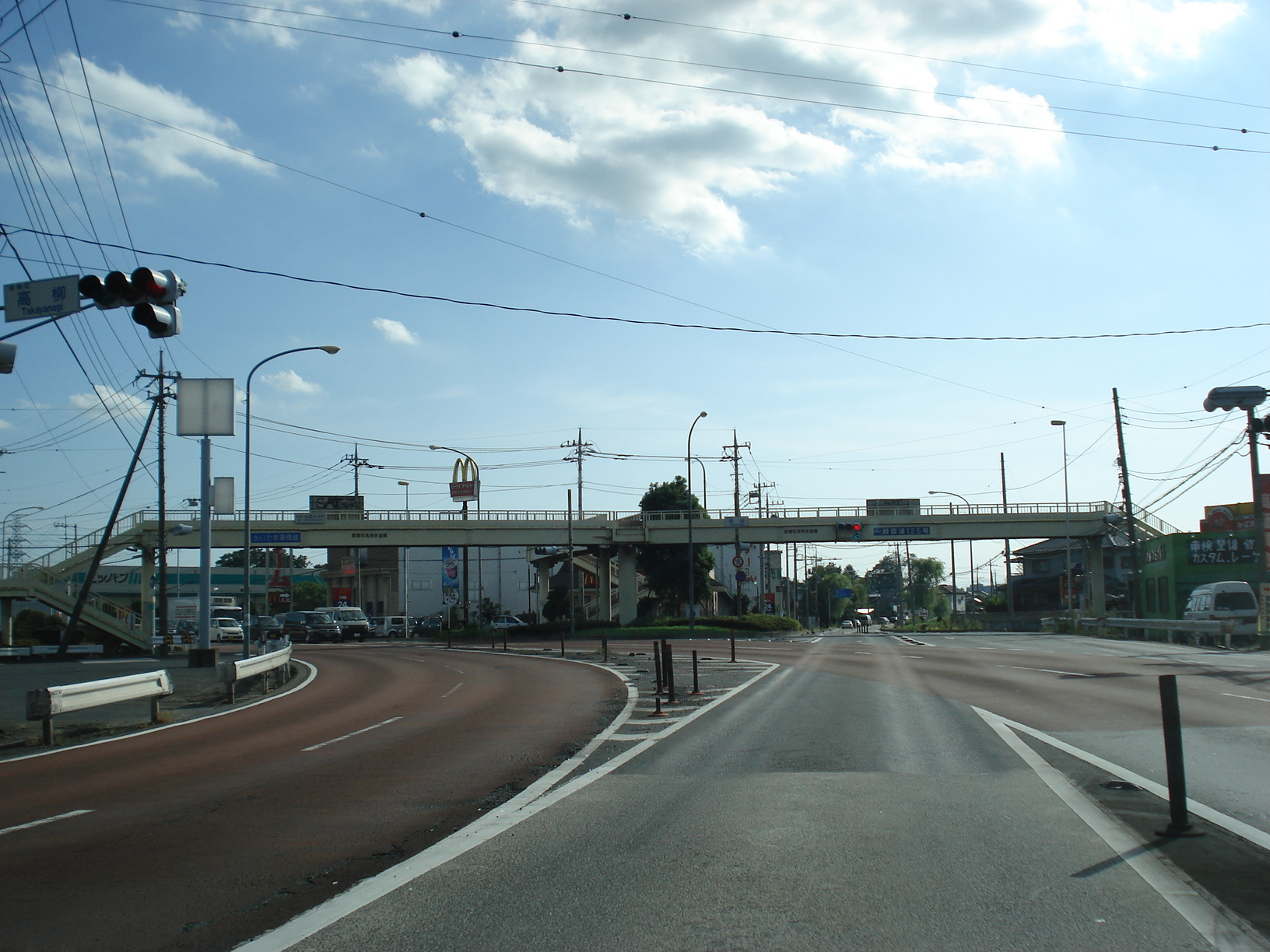
久喜市高柳交差点 （旧国道125号との交差点。左折方向が県道さいたま栗橋線）
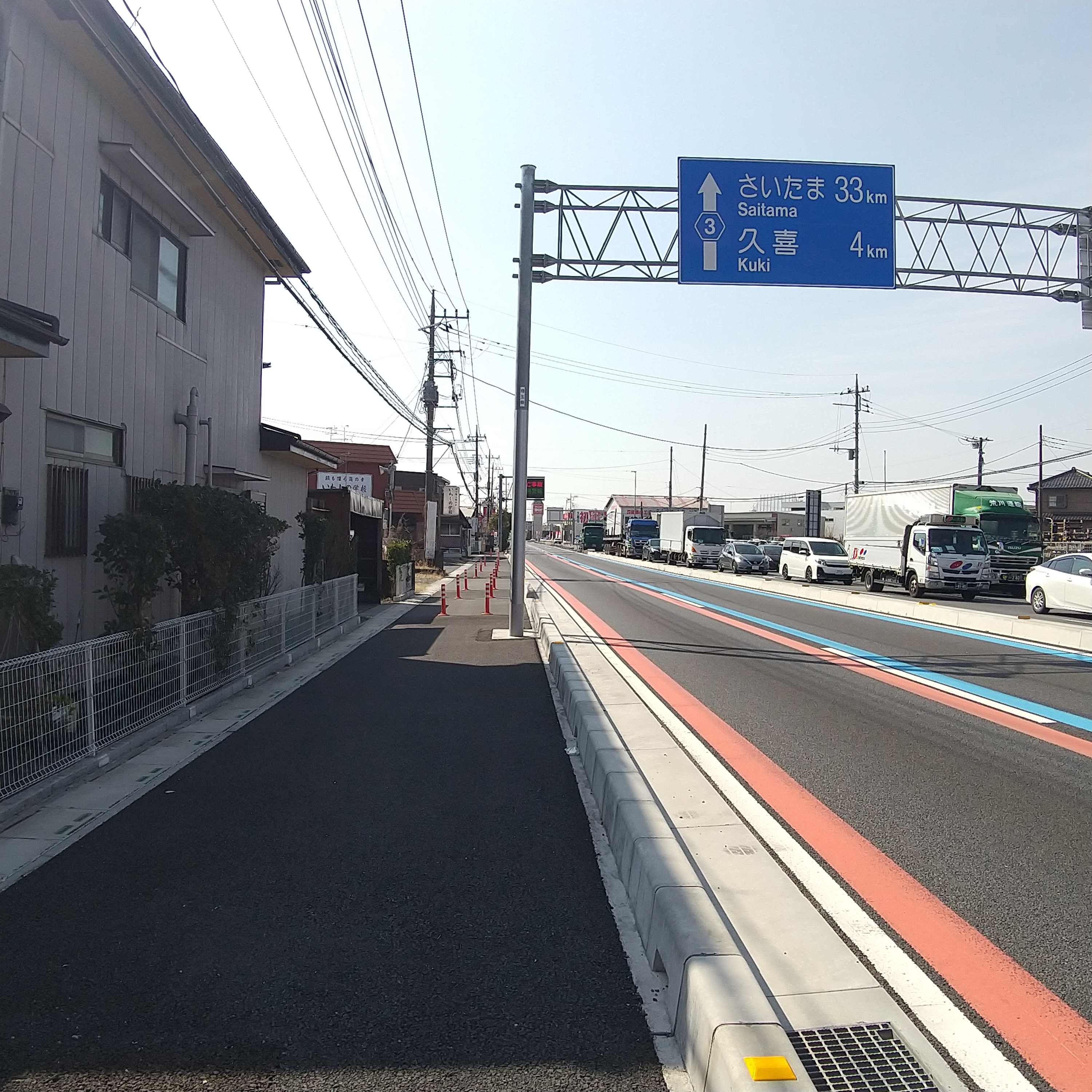
久喜市佐間付近
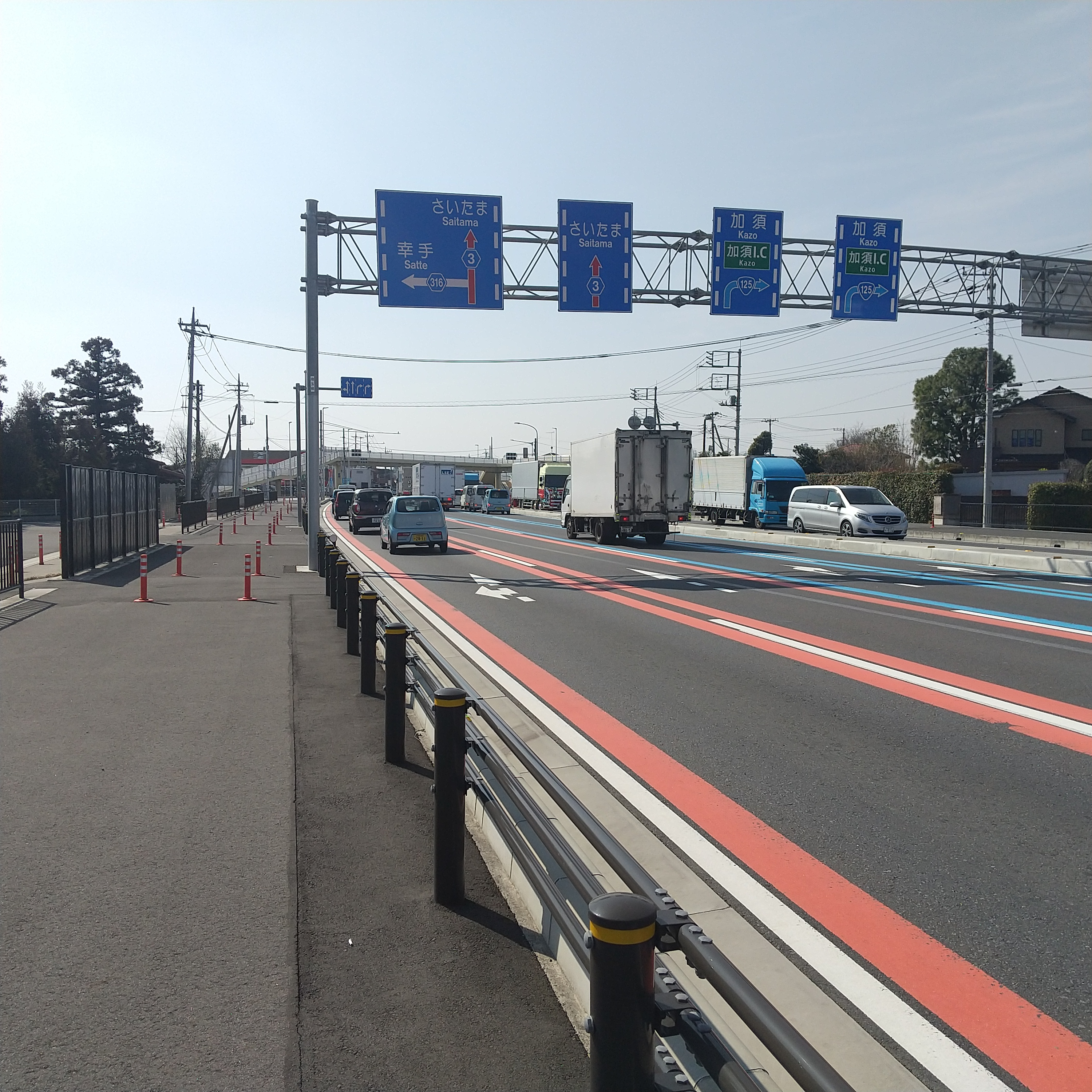
久喜市佐間西交差点付近 （左2車線が県道さいたま栗橋線、右2車線が国道125号に向かう）